# Georg Braun

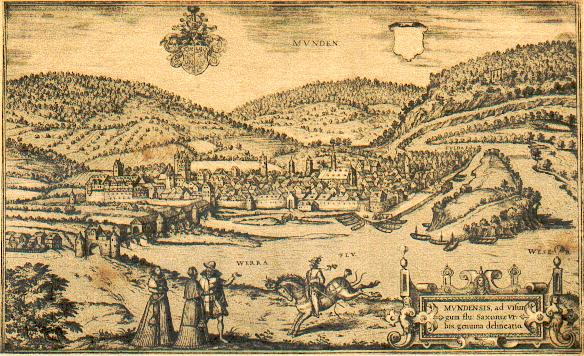
Ansicht der Stadt Münden um 1570 aus Civitates orbis terrarum

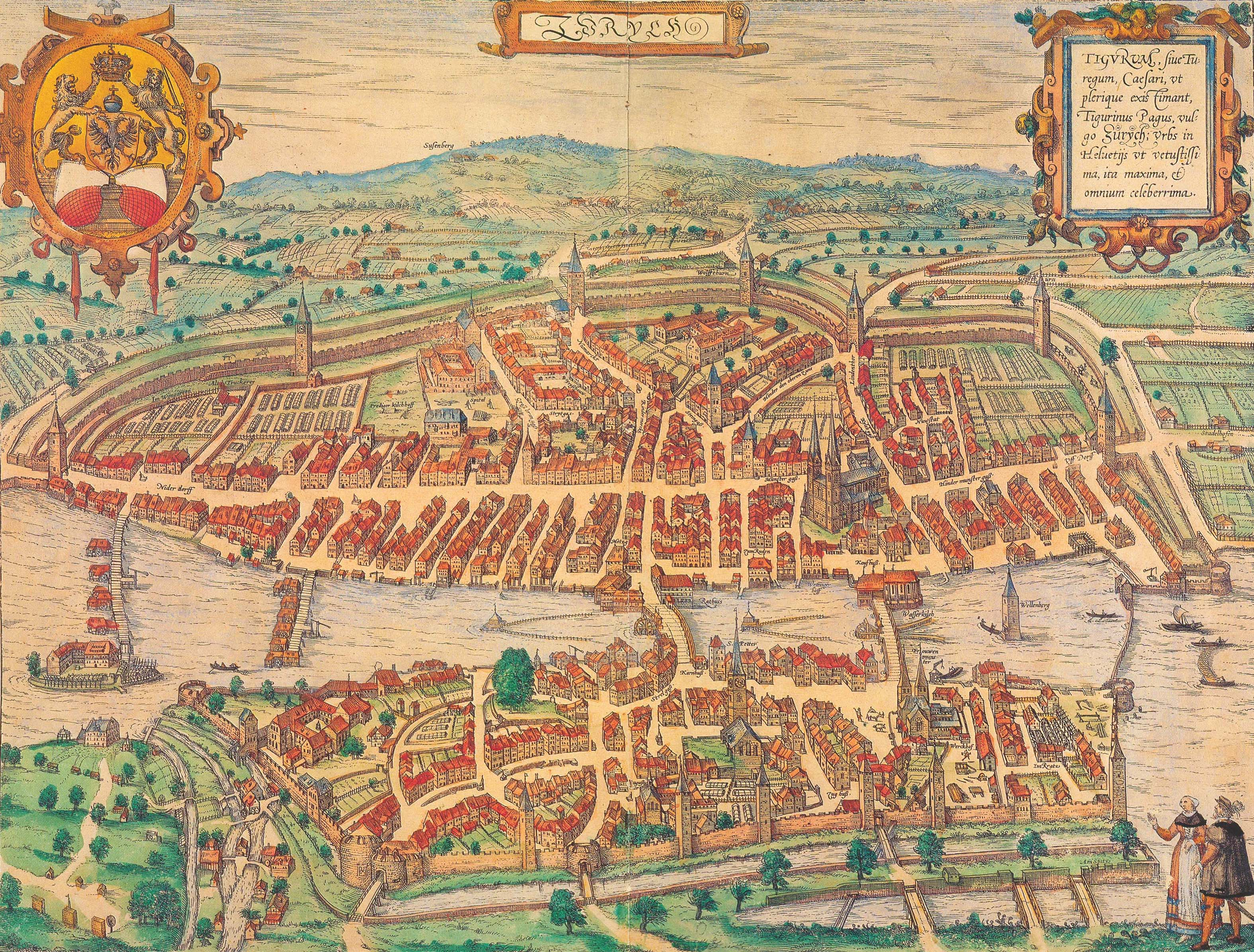
Ansicht der Stadt Zürich von 1581

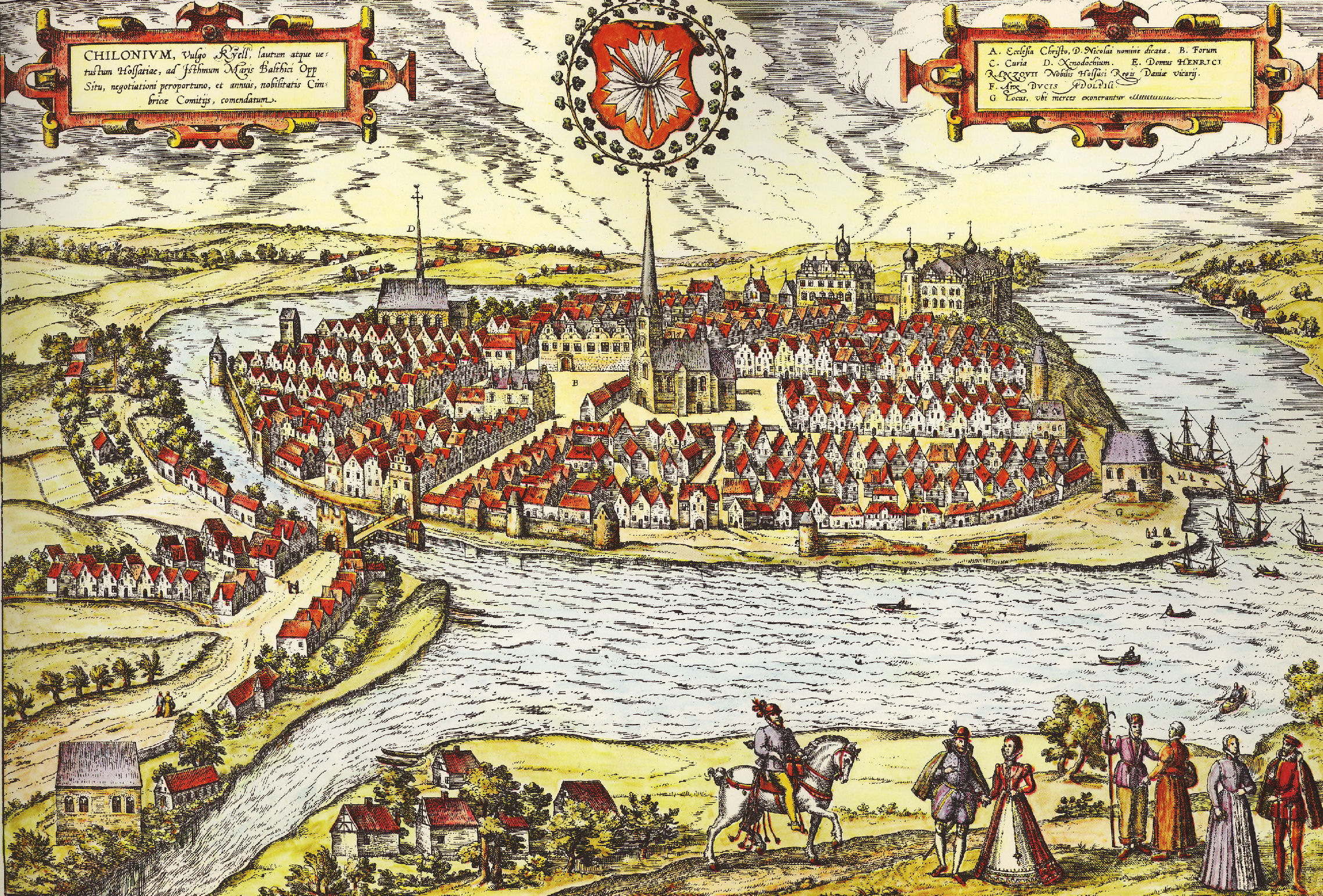
Ansicht der Stadt Kiel von 1588

Georg Braun (* 1541 in Köln; † 1622 ebenda) war Theologe, Kanoniker und Dekan am Stift St. Mariengraden in Köln. Braun war in den Jahren von 1572 bis 1618 der Autor und Herausgeber der Civitates Orbis Terrarum, ein damals richtungsweisendes und umfassendes Werk mit Stadtansichten.

## Leben und Werk
Er ist vermutlich der Sohn des Glasmachers Tilmann Bruin und George Brauns Geschwister sind somit der Pfarrer Melchior, der seit 1585 Dechant von St. Aposteln und Pfarrer von Klein St. Martin ist, und der Glasmaler Bartholomäus. Er ging in die Stiftsschule in Emmerich und ab 1558 ging er in Köln auf das Jesuitengymnasium, wobei er den Grad eines Baccalaureus im Jahr 1561 erreichte.
Georg Braun war nach seinem Studium der Theologie als Pfarrer in seiner Heimatstadt Köln tätig. Auf Betreiben von Heinrich Rantzau erhielt er 1587 eine Domherrenstelle am Lübecker Dom, die er 1589 an Ludwig Pincier abgab.
Das sechsbändige Standardwerk mit hochwertigen Veduten ist vermutlich angeregt durch Sebastian Münsters Cosmographia und in Format und Layout deutlich angelehnt an das 1570 erschienene Theatrum orbis terrarum von Abraham Ortelius. Es setzte völlig neue Maßstäbe und wirkte ein Jahrhundert lang als Vorbild wie als Fundgrube für andere Werke. Die Städteansichten sind innen auf Doppelseiten gegeben, während auf den Außenseiten die jeweiligen historischen und topografischen Beschreibungen gedruckt sind.
Frans Hogenberg (Bd. I–IV) sowie sein Sohn Abraham Hogenberg und Simon van den Neuwel (Bd. V und VI) sind im Wesentlichen die Schöpfer der Tafeln. Weitere beteiligte Personen sind neben anderen auch der niederländische Miniaturenmaler Georg Hoefnagel und der Maler und Kartograph Daniel Frese als Lieferant von Vorlagen nach Aufträgen von Heinrich Rantzau, die zumeist von Greve als Stich umgesetzt wurden. Ebenso wurde auf Werke von Jacob van Deventer, Sebastian Münster und Johannes Stumpf zurückgegriffen.
Als Autor und Herausgeber unterhielt Braun, der nur wenige Reisen unternahm, weitreichende Kontakte. Durch seine Beziehungen konnte er viele Vorlagen beschaffen und künstlerische Mitarbeiter gewinnen. Die Texte zu den Tafeln stammen von ihm.
Georg Braun, der im Jahr 1622 achtzigjährig starb, erlebte 1618 als einziger der ursprünglichen Beteiligten das Erscheinen des 6. Bandes.

## Werke
- Civitates orbis terrarum liber. Antwerpen 1575 (Digitalisat)
- Urbium praecipuarium totius mundi. Kempen/Köln 1581 (Digitalisat)